# Gunnar Kilian

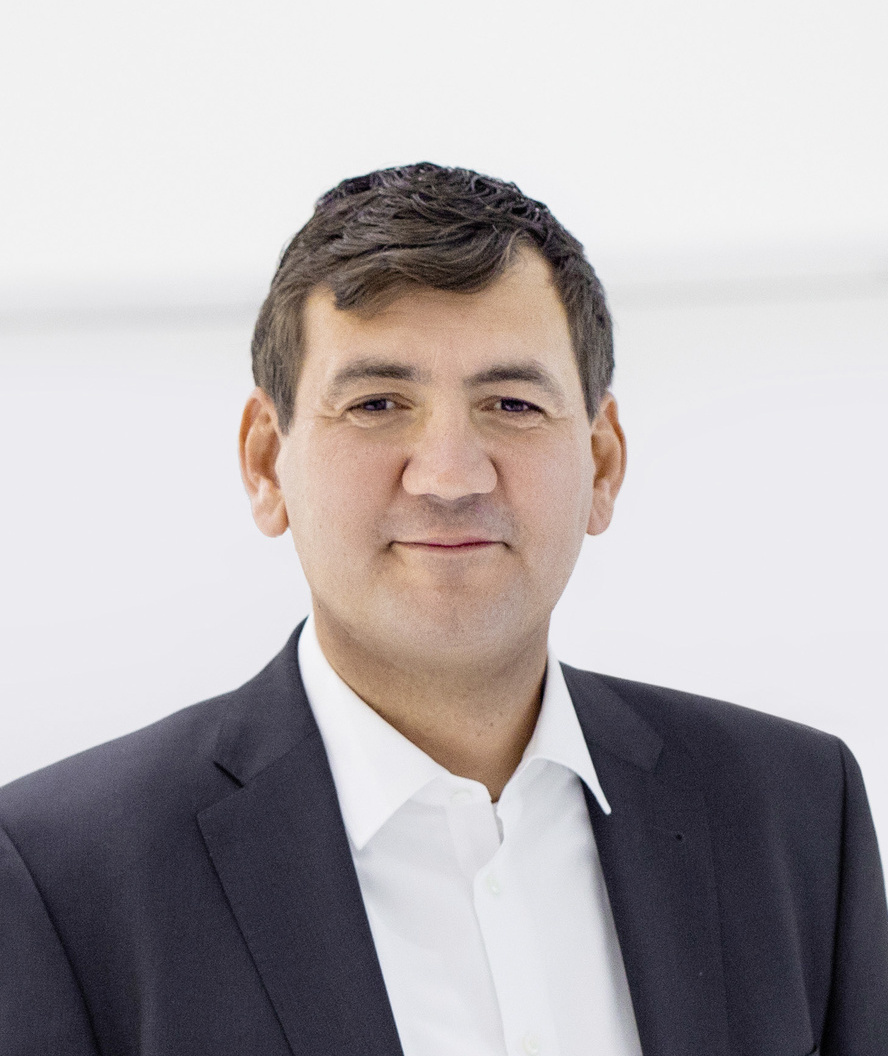
Gunnar Kilian in 2018

Gunnar Kilian (* 31. Januar 1975 in Westerland/Sylt) war ab 2018 Mitglied des Vorstands und Arbeitsdirektor der Volkswagen AG und für die Geschäftsbereiche Personal und Truck & Bus verantwortlich. Am 4. Juli 2025 wurde Gunnar Kilian vom Aufsichtsrat der Volkswagen AG mit sofortiger Wirkung entlassen.

## Beruflicher Werdegang
Kilian begann 1995 seine berufliche Laufbahn mit einem Zeitungsvolontariat und arbeitete dann als Redakteur. Im Jahr 2000 wurde er Referent für Öffentlichkeitsarbeit bei Volkswagen. Von 2003 bis 2006 leitete er das Abgeordnetenbüro von Hans-Jürgen Uhl (SPD) beim Deutschen Bundestag. 2006 kehrte er als Pressesprecher des Konzernbetriebsrats zu Volkswagen zurück. 2012 arbeitete Kilian im Salzburger Büro des VW-Aufsichtsratsvorsitzenden Ferdinand Piëch und wechselte ein Jahr später als Generalsekretär und Geschäftsführer des Konzernbetriebsrats nach Wolfsburg.
Der Aufsichtsrat der Volkswagen AG berief Gunnar Kilian mit Wirkung zum 13. April 2018 zum Mitglied des Vorstands der Volkswagen AG für den Geschäftsbereich Personal und seit dem 16. Juli 2020 verantwortet er im Konzernvorstand zudem den Geschäftsbereich Truck & Bus. Wegen seiner Erfolge um die Transformation des Volkswagen-Konzerns verlängerte der Aufsichtsrat der Volkswagen AG am 9. Dezember 2021 Kilians Verpflichtung als Konzernvorstand vorzeitig.  Am 4. Juli 2025 wurde Gunnar Kilian vom Aufsichtsrat der Volkswagen AG mit sofortiger Wirkung entlassen. Als Grund wurden „unterschiedliche Vorstellungen bei der Steuerung von Beteiligungsgesellschaften“ genannt. 
In einem Artikel der Nachrichtenwebsite Spiegel online werden drei andere Gründe genannt.

## Aufsichtsratsmandate
Darüber hinaus ist Gunnar Kilian Vorsitzender der Aufsichtsräte von MAN Energy Solutions, Autostadt GmbH, Volkswagen Immobilien GmbH, Wolfsburg AG und Volkswagen Group Services GmbH. sowie Aufsichtsratsmitglied unter anderem von Audi, Scania, MAN, Traton, VfL Wolfsburg.

## Positionen
2019 forderte Kilian, dass die Entwicklung der Elektromobilität ohne betriebsbedingte Kündigungen geschafft werden müsse.

## Auszeichnungen
Kilian ist im Stiftungsrat der Internationalen Jugendbegegnungsstätte Oświęcim/Auschwitz aktiv und wurde 2018 vom Internationalen Auschwitz Komitee mit der „Gabe der Erinnerung“ ausgezeichnet. Seit 2018 ist er Treuhänder beim International Youth Meeting Center.